# Hungerharke (Landtechnik)

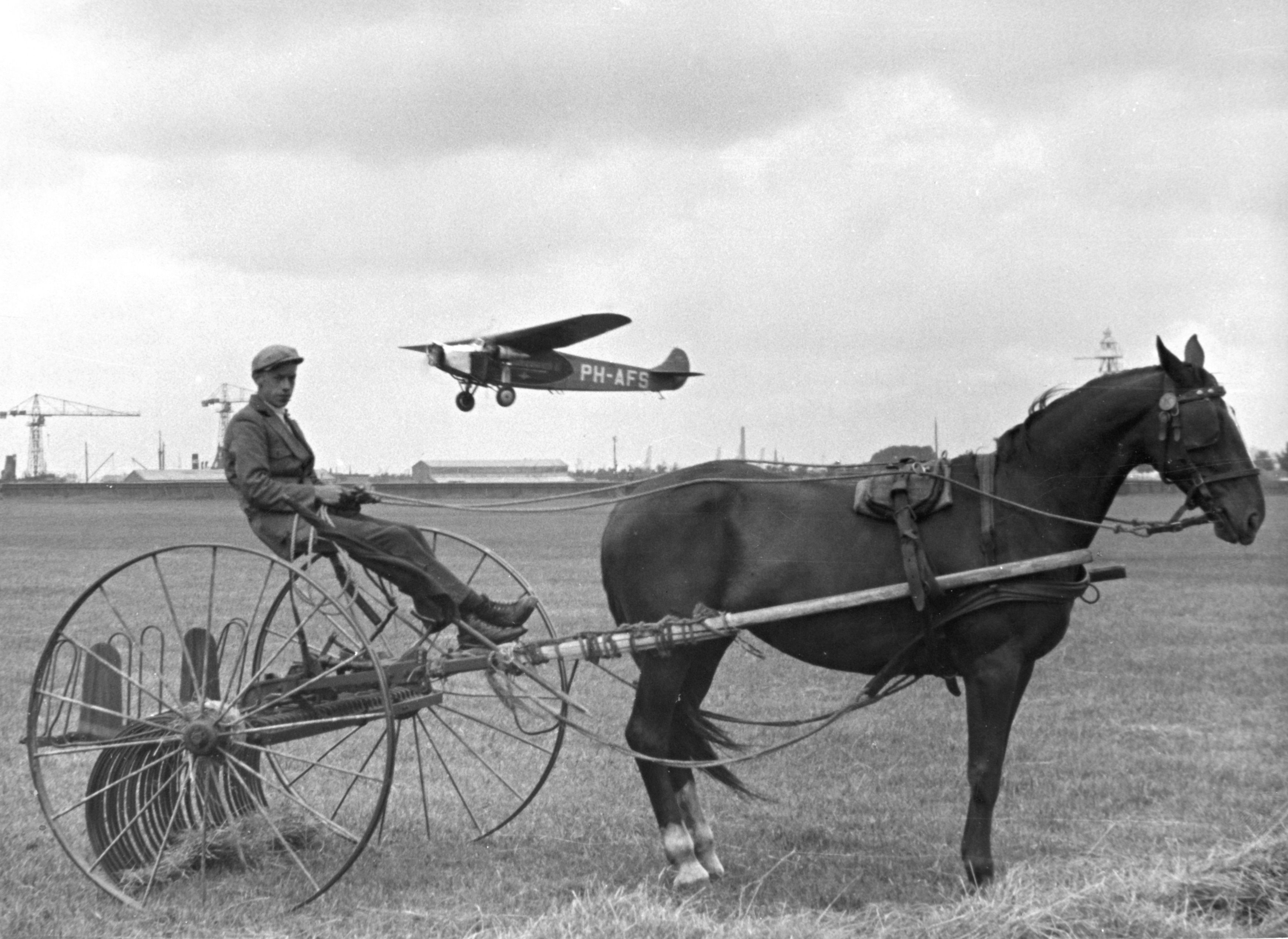
Hungerharke (Pferderechen) im Einsatz

Eine Hungerharke oder Schlepp- bzw. Pferderechen ist ein zweirädriges landwirtschaftliches Gerät, das von einem Zugtier oder einem Traktor gezogen wird. Es hat über die ganze Breite halbrund gebogene Zinken, um bei der Heuernte das Gras/Heu oder auf abgeernteten Kornfeldern die restlichen Halme zu Schwaden zusammenzurechen. Außer bei der Heuernte kann der Schlepprechen auch bei der Kartoffel- bzw. Rübenernte zum Zusammenharken des Kartoffelstrohs bzw. der Rübenblätter Verwendung finden.
Der Gerätebediener sitzt auf einem Sitz auf der Hungerharke und kann über einen durch ein Pedal betätigten Mechanismus von Zeit zu Zeit den Zinkenkorb anheben, um das gesammelte Material abzulegen.